# Denufosol
Denufosol (-Tetranatrium) (INS37217), dosud[kdy?] neschválený lék k inhalaci, je antagonistou P2Y2 receptorů, aktivuje chloridové kanály epitelových buněk plic, takže je alespoň částečně korigován transport vody a solí mukoviscidózou poškozenými CTFR-kanály. Díky tomu je normalizován dehydratovaný kapalinový film na povrchu epitelových buněk, frekvence kmitů cilií je zvyšována a mukociliární clearance (odstranění hlenu ciliemi) se zlepšuje. Denufosol by měl být využíván obzvlášť při léčbě časného postižení plic.